# Trạch tả
Trạch tả hay còn gọi thủy đề, mã đề nước (danh pháp khoa học: Alisma plantago-aquatica) là loài thực vật có hoa, bản địa của hầu khắp bán cầu Bắc, gồm châu Âu, Bắc Á, Bắc Mỹ. Loài này sống ở vùng bùn lầy hoặc vùng nước ngọt.

## Miêu tả

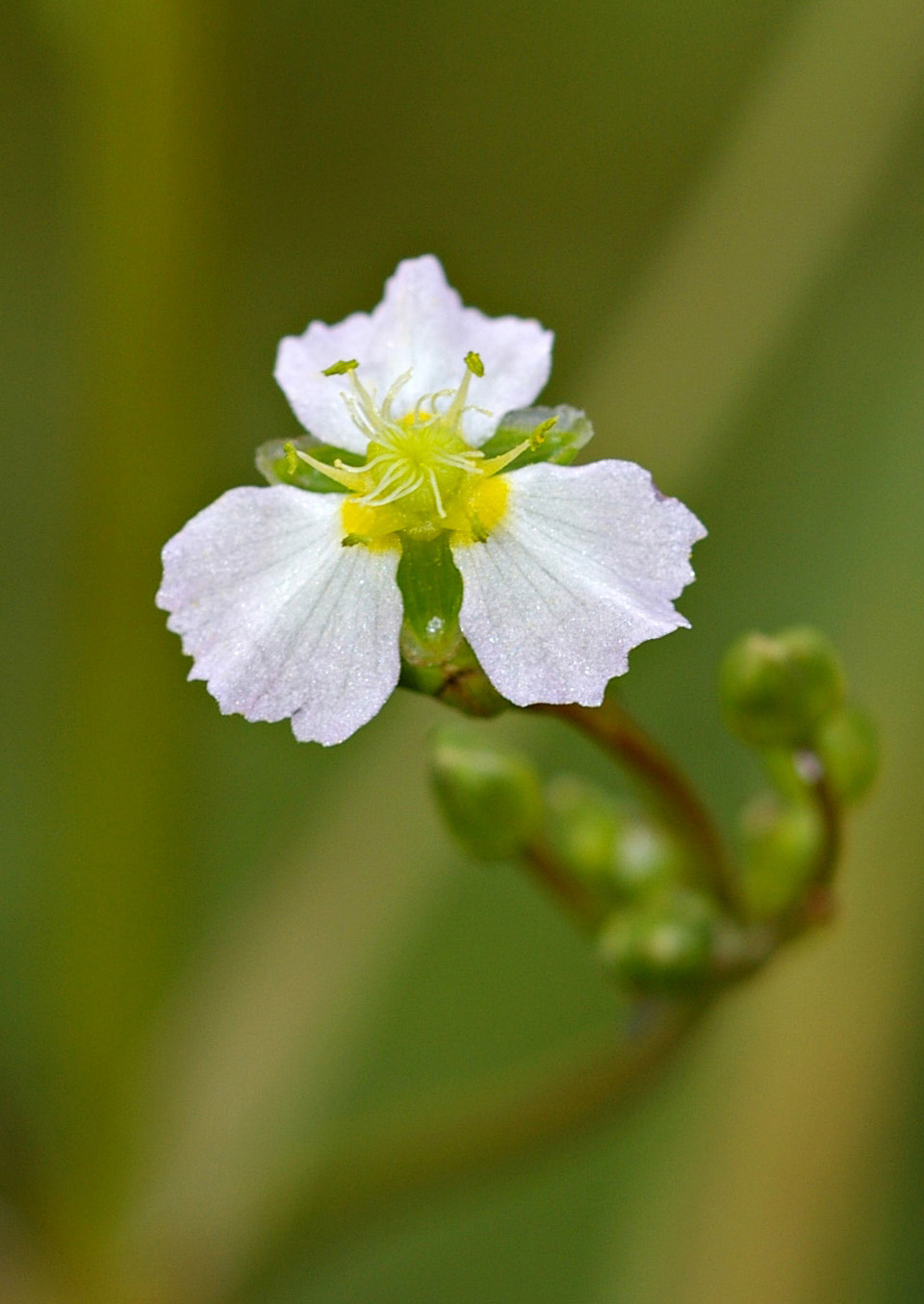

Trạch tả là loài thực vật không có lông, sống ở vùng nước nông. Lá cây có thể dài 15–30 cm, thân có thể cao đến 1 m.

## Sử dụng
Làm thuốc lợi tiểu trong trường hợp tiểu tiện ít, nhiễm trùng đường tiết niệu gây đau buốt, phù do chức năng thận kém, dùng làm hạ cholesterol và lipid máu.

## Hóa học
Cây trạch tả có chứa tinh bột, các dẫn chất Triterpenoid, Iod, Mn.....

## Hình ảnh

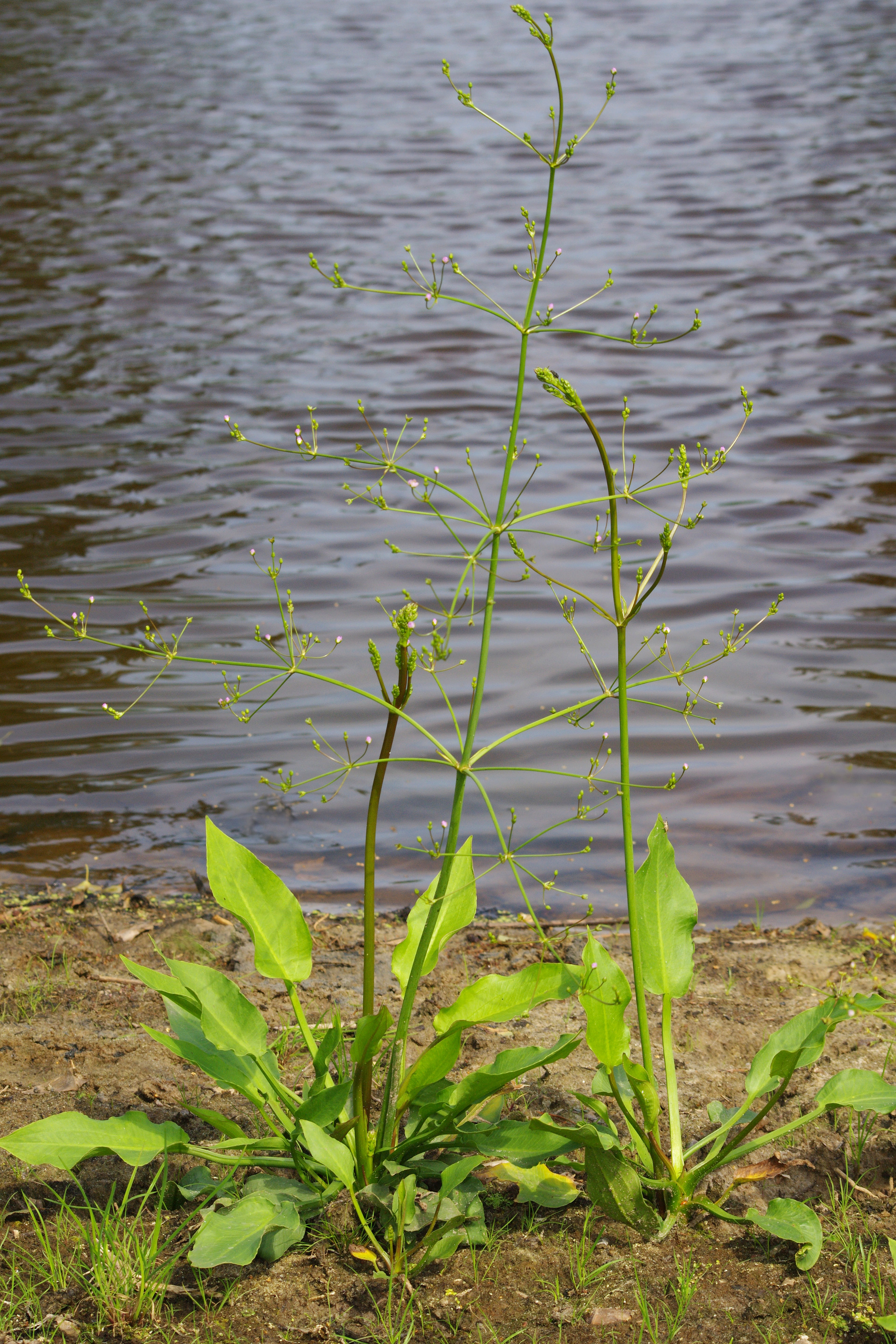
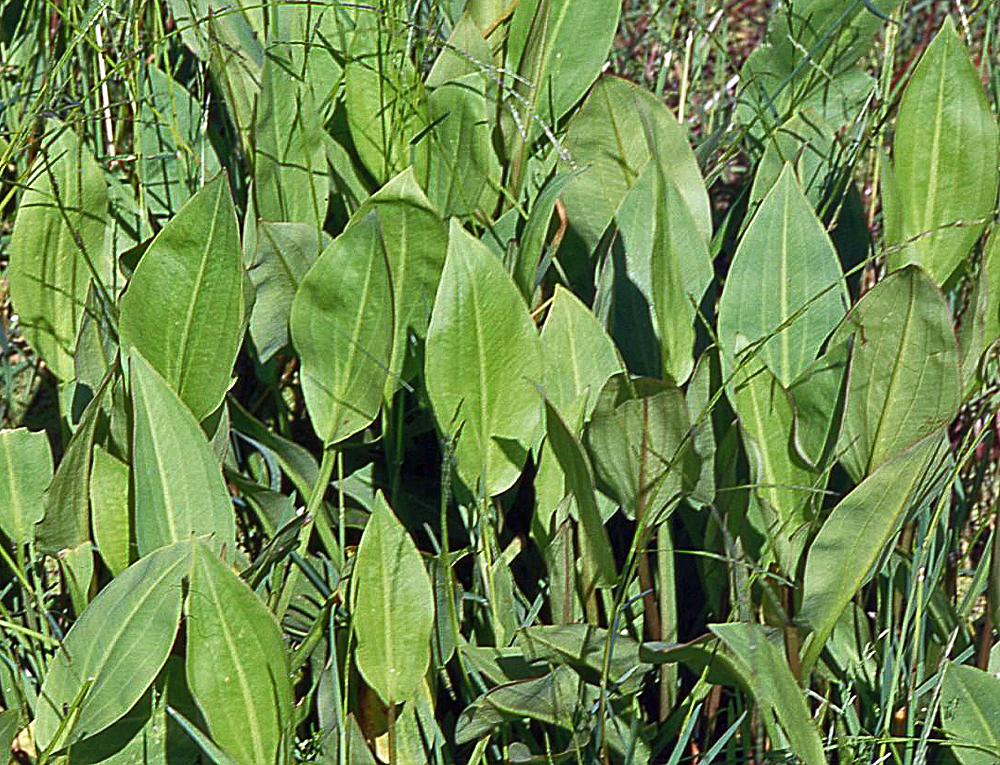
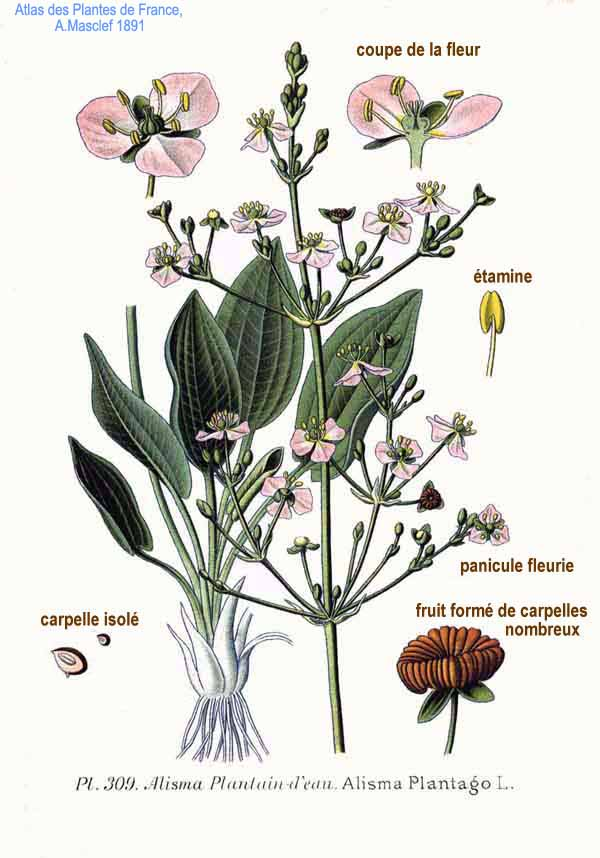
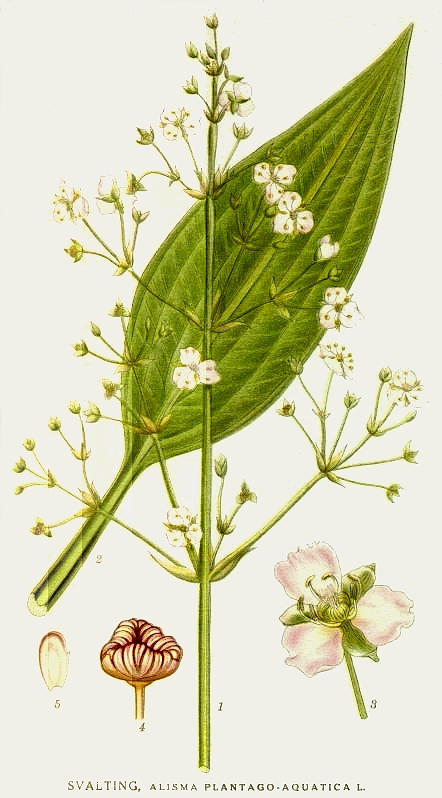